# Liste der Monuments historiques in Chelun
Die Liste der Monuments historiques in Chelun führt die Monuments historiques in der französischen Gemeinde Chelun auf.

## Liste der Objekte
| Bezeichnung                                                  | Beschreibung                                | Standort                       | Kennzeichnung | Schutzstatus | Datum | Bild |
| ------------------------------------------------------------ | ------------------------------------------- | ------------------------------ | ------------- | ------------ | ----- | ---- |
| Retabel                                                      | Stein, zweites Viertel des 18. Jahrhunderts | in der Kirche St-Pierre (Lage) | PM35000142    | Classé       | 1955  |      |
| Retabel des Hauptaltars mit der Skulptur des Apostels Petrus | Stein, 18. Jahrhundert                      | in der Kirche St-Pierre (Lage) | PM35000140    | Classé       | 1955  |      |
| Retabel                                                      | Stein, zweites Viertel des 18. Jahrhunderts | in der Kirche St-Pierre (Lage) | PM35000141    | Classé       | 1955  |      |